# Розенман, Сэмюэль Ирвинг
Сэмюэль Ирвинг Розенман (англ. Samuel Irving Rosenman; 13 февраля 1896, Сан-Антонио — 24 июня 1973, Нью-Йорк) — американский юрист и судья; член либерального крыла Демократической партии; активный сторонник «Нового курса» — спичрайтер и советник президента Франклина Рузвельта.
Состоял в Верховном суде Нью-Йорка в период с 1936 по 1943 год. Участвовал в деятельности администрации президента Гарри Трумэна; редактировал сборник «Публичные документы и адреса Франклина Д. Рузвельта» (The Public Papers and Addresses of Franklin D. Roosevelt), опубликованного в 13 томах с 1938 по 1950 год.
Был удостоен в 1946 году медали «За заслуги».

## Работы
- Rosenman, Samuel I. Working with Roosevelt (1952).
- The Public Papers and Addresses of Franklin D. Roosevelt (13 Vols.)